# Urrke T & The Midlife Crisis
Urrke T & The Midlife Crisis är ett punkband bestående av Urrke T (Maryslim, Bizex-B) på bas och sång, Dregen (Backyard Babies) på gitarr och körsång, Måns P Månsson (The Maggots, Wrecks) på gitarr och körsång samt Robert Eriksson (Hellacopters) på trummor och körsång.
Bandet spelade in 3-spårssingeln "Ask not what you can do for your country..." 21-22 oktober 2004, med covers på gamla punkklassiker:
- Sick of you (The Users)
- Center of Lies (Aoouh!)
- The American in me (The Avengers)

Bandet spelade under 2007 in och släppte 2008 ännu en sjutums vinylsingel på Bootleg Booze Records, med fyra spår. Återigen covers på klassiska punklåtar:
- Cranked Up Really High (Slaughter & the Dogs)
- Raggare (PF Commando)
- Vital Hours (Outsiders) (Adrian Borlands)
- I Need Nothing (Menace)